# Euglenida
Ordre
Synonymes
- Euglenida Stein, 1878
- Euglenales Bütschli, 1884
- Euglenoidea Lankester, 1885
- Euglenales Leedale, 1967

Les Euglenida sont un ordre de flagellés de la classe des Euglenophyceae. 

## Familles
- Euglenamorphidae Cavalier-Smith
- Euglenidae Dujardin
- Parastasiellidae
- Peranemataceae Bütschli
- Phacidae J.I.Kim, Triemer & W. Shin